# Иван Говедаров (издател)
Иван Георгиев Говедаров е български просветител, книжар, публицист и обществен деец, родом от Копривщица.

## Биография
Роден е в Копривщица на 14 ноември 1850 г. През 1867 г. завършва основно образование в града, след което отива в Цариград. В столицата на империята се самообразова, като изучава гръцки и френски език, овладява в същото време и шивашкия занаят. Приет е във Военно-медицинското училище в Цариград през 1868 г., но след няколко месеца го напуска поради заболяване.
От 1869 до 1872 г. работи като писар и банков агент в търговско-банкерската кантора на братята Стефан и Димитър Гешови. През 1872 г. Говедаров е назначен за управител на книжарницата, създадена от Българското печатарско дружество „Промишление“. На тази длъжност се задържа с успех около 5 години.
В Цариград попада в центъра на църковно-националните и културно-просветни борби чрез Българското читалище и Македонската българска дружина, на която е съосновател. Разпространява вестниците „Свобода“, „Независимост“, „Знаме“ и „Възраждане“.
Членува в основаното през 1868 г. Българско благодетелно братство „Просвещение“. В началото на 70-те години е избран за член на настоятелството му. Братството се грижи основно за образованието на децата на македонските българи-занаятчии, живеещи в разни квартали на Цариград, и на българчетата от съседните села. С участието на Говедаров се разширява културно-просветната дейност на братството. То открива и поддържа 4 основни училища за македонските българчета в цариградските квартали Вланга, Топ капия, Татавла (по-късно училището е преместено в квартал Айнал чешме) и Кум капия.
През септември 1873 г. по настояване на Стефан Бобчев и Говедаров братството закупува къща в квартал Топ капия, където устройват малък параклис, за „да има де да се молят на езика си тамошните македонски българи – млекари, хлебари, зарзаватчии“.
По инициатива на Говедаров Благодетелното братство „Просвещение“ издава катехизис в 2000 екземпляра, изпратени на различни български училища в Македония. Дружеството участва в подготовката и представянето на театралните постановки на „Райна, княгиня българска“, „Възцаряването на Крума Страшний“ от Добри Войников, „Иванку, убиецът на Асеня“ от Васил Друмев и „Невенка и Светослав“ от Константин Величков. След провала на Старозагорското въстание укрива Стефан Стамболов в Цариград.
Говедаров е доброволец в Българското опълчение по време на Руско-турската война от 1877 – 1878 г.
След Освобождението е секретар на Постоянния комитет на Областното събрание на Източна Румелия, началник на архивното управление, редактор на в. „Марица“. Той е директор на Народната библиотека в Пловдив в периода 19 септември 1887 – 19 юли 1889 г. Умира през 1917 г..

## Издател
- Писма от Рим, Константин Величков, София, Иван Говедаров и синове, 1895 г.[4]
- Чичовата Томова колиба или животът на негрите в Америка Т. 1 – 3 Т. 2., Хариет Бичър Стоу, София, Иван Говедаров и синове, 1898 г.[5]
- Алманах „България“ за 1900 г., двуезично издание, отпечатано в печатницата на Иван Говедаров и Сие в София, под редакцията на Стоян Митев.[6]